# Iglesia de San Félix (El Castellet)
San Feliu de Castellet fue la iglesia parroquial románica del vecindario de El Castellet, en el término actual de Tremp, dentro del antiguo término de Espluga de Serra.
Directamente de la iglesia, no se tiene documentación, pero sí del «lugar de San Feliu», en el término de El Castellet.
No queda gran cosa de la iglesia, ya que fue convertida en corral, sin embargo, aún se puede observar un muro adosado a un terraplén, hecho de piedras escuadradas, cerca del cual se encontraron sepulcros de losa.